# 김현식 (군인)
김현식(김현식, ?~?)은 일본의 군인으로 일제강점기에 간도특설대 대원으로 활동한 반민족적 행위를 했던 인물이다.